# 잔카를로 베르첼리노
잔카를로 베르첼리노(이탈리아어: Giancarlo Bercellino dʒaŋˈkarlo bertʃelˈliːno[*], 1941년 10월 9일, 피에몬테 주 가티나라 ~)는 전 이탈리아의 축구 선수로, 현역 시절 수비수로 활약했다. 그는 동생 실비노 베르첼리노도 축구 선수로 활약했기에 베르첼리노 1호(이탈리아어: Bercellino I)로도 수식되었다. 그의 부친 테레시오 베르첼리노도 세리에 A에서 프로 선수로 활약했다.

## 클럽 경력
클럽 무대에서 베르첼리노는 유벤투스에서 활약한 것으로 잘 알려져 있는데, 그는 1961년부터 1969년까지 모든 대회를 통틀어 200경기 넘게 출전해 14골을 기록했고, 세리에 A와 코파 이탈리아 우승을 경험했다. 그는 알레산드리아, 브레시아, 그리고 라치오에서도 활약했다.

## 국가대표팀 경력
국제 무대에서, 베르첼리노는 이탈리아 국가대표팀 경기에 1965년부터 1968년까지 6번 출전했고, 안방에서 우승을 차지한 유로 1968의 선수단 일원이었다.

## 경기 방식
베르첼리노는 유소년부 시절에 중앙 공격수를 맡아 역동성, 활력, 훌륭한 공몰이 능력을 지녔고, 강하고 정확한 조준을 할 수 있어 정확성이 생명인 정지 상황과 페널티킥 담당자로 나섰다. 그는 이후 수비수로 배치되어 꾸준함과 끈질김을 발휘했고, 그에 따라 효율적으로 대인 방어에 두각을 나타냈다. 그는 수비형 역할을 맡으면서 신체적 힘, 공중 경합력, 예측력에서 두드러졌고, 기술력과 후방에서의 득점까지 만들어내는 데에도 능력을 보였다.

## 수상

### 클럽
유벤투스
- 세리에 A: 1966–67
- 코파 이탈리아: 1964–65

### 국가대표팀
이탈리아 U-23
- 지중해 게임: 1963

이탈리아
- 유럽 선수권 대회: 1968